# 香港2012年9月
- 9月1日至9月8日︰德育及國民教育科爭議白熱化：每晚都有大量市民在添馬艦政府總部外集會，要求撤回德育及國民教育科；而部分學生、教師、家長、大學生及1970年代社運中堅，亦發起接力絕食。抗議獲不少海外港人聲援，而集會人數在7日晚上達到巔峰。8日晚行政長官梁振英宣布取消德育及國民教育科的三年開展期，而民間反對國民教育科大聯盟則在9日凌晨宣佈結束「佔領政府總部」集會。
- 9月6日：政府宣佈率先於啟德發展區實施「港人港地」政策。[1]
- 9月9日：第五屆立法會選舉舉行。直選議席投票率為53%，創歷屆新高。[2]
- 9月11日：香港專上學生聯會發起罷課一日，並在香港中文大學舉辦集會，多人出席。[3]
- 9月12日：政府任命三名副局長：陸恭蕙出任為環境局副局長、李家超為保安局副局長、邱誠武為運輸及房屋局副局長。[4]
- 9月13日：胡定旭獲政府續聘為醫院管理局主席。[5]
- 9月15日：有過百名網民響應社交網絡號召，到上水站範圍及附近示威（是為光復上水站），抗議水貨賣買者充斥著上水站，長期霸佔著附近的通道，又促使到該區貨物價格上漲，影響到北區居民的生活，事件引起了媒體廣泛的報道。[6]
- 9月17日：法律改革委員會發表《強姦及其他未經同意下進行的性罪行》諮詢文件，建議修訂多項性罪行的法律定義，並公開徵集意見。[7]
- 9月18日：香港資深政治家簡悅強於香港殯儀館低調設靈，享年99歲。[8]
- 9月22日：政府舉行最後一場新界東北發展計劃諮詢會，數千人出席。會議期間場面一度混亂。[9]
- 9月23日：元朗南邊圍兇殺案。
- 9月25日：最低工資委員會內部達成共識，建議將最低工資時薪由28元增至30元。[10]
- 9月28日：秀茂坪邨秀賢樓38樓倫常命案。